# Bubu-ui segye
Bubu-ui segye (부부의 세계?, lett. "Mondo delle coppie"; titolo internazionale The World of the Married) è un drama coreano trasmesso su JTBC dal 27 marzo al 16 maggio 2020. È basato sulla serie televisiva britannica Doctor Foster.

## Trama
Ji Sun-woo è uno stimato medico di famiglia e la direttrice associata del Family Love Hospital. È sposata con Lee Tae-oh, un regista in erba proprietario di una piccola compagnia di intrattenimento e cinema, e la coppia ha un figlio adolescente, Lee Joon-young. Sun-woo sembra avere tutto, da una carriera di successo a una famiglia felice, ma a sua insaputa il marito ha una relazione extraconiugale, e anche i suoi amici la tradiscono.

## Personaggi
- Ji Sun-woo, interpretata da Kim Hee-ae e Jung Ha-eun (da giovane)
- Lee Tae-oh, interpretato da Park Hae-joon
- Yeo Da-kyung, interpretata da Han So-hee
- Go Ye-rim, interpretata da Park Sun-young
- Son Je-hyuk, interpretato da Kim Young-min
- Sul Myung-sook, interpretata da Chae Gook-he
- Yeo Byung-gyu, interpretato da Lee Geung-young
- Uhm Hyo-jung, interpretata da Kim Sun-kyung
- Lee Joon-young, interpretato da Jeon Jin-seo
- Min Hyun-seo, interpretata da Shim Eun-woo

## Ascolti
| Episodio | Data di trasmissione | Dati AGB            | Dati AGB                   |
| Episodio | Data di trasmissione | A livello nazionale | Area metropolitana di Seul |
| -------- | -------------------- | ------------------- | -------------------------- |
| 1        | 27 marzo 2020        | 6,260 %             | 6,786 %                    |
| 2        | 28 marzo 2020        | 9,979 %             | 11,023 %                   |
| 3        | 3 aprile 2020        | 11,882 %            | 14,016 %                   |
| 4        | 4 aprile 2020        | 13,979 %            | 15,794 %                   |
| 5        | 10 aprile 2020       | 14,676 %            | 16,118 %                   |
| 6        | 11 aprile 2020       | 18,816 %            | 21,390 %                   |
| 7        | 17 aprile 2020       | 18,501 %            | 21,406 %                   |
| 8        | 18 aprile 2020       | 20,061 %            | 22,276 %                   |
| 9        | 24 aprile 2020       | 20,539 %            | 23,175 %                   |
| 10       | 25 aprile 2020       | 22,913 %            | 25,878 %                   |
| 11       | 1º maggio 2020       | 21,122 %            | 23,986 %                   |
| 12       | 2 maggio 2020        | 24,332 %            | 26,747 %                   |
| 13       | 8 maggio 2020        | 21,087 %            | 23,920 %                   |
| 14       | 9 maggio 2020        | 24,307 %            | 26,841 %                   |
| 15       | 15 maggio 2020       | 24,442 %            | 27,975 %                   |
| 16       | 16 maggio 2020       | 28,371 %            | 31,669 %                   |
| Media    | Media                | 18,829%             | 21,188%                    |
| Speciale | 22 maggio 2020       | 3,904%              | 4,777%                     |
| Speciale | 23 maggio 2020       | 4,288%              | 4,534%                     |

## Colonna sonora
1. Lonely Sailing (고독한 항해) - Kim Yoon-ah (Jaurim)
2. Nothing On You - Josh Daniel
3. Sad - Son Seung-yeon
4. Just Leave Me (그냥 나를 버려요) - Ha Dong-kyun
5. Farewell In Tears (눈물로 너를 떠나보낸다) - Huh Gak
6. The Days We Loved (사랑했던 날들) - Baek Ji-young